# Pteridopathes pinnata
Pteridopathes pinnata är en korallart som beskrevs av Opresko 2004. Pteridopathes pinnata ingår i släktet Pteridopathes och familjen Aphanipathidae. Inga underarter finns listade i Catalogue of Life.